# Ubezpieczenie na życie
Ubezpieczenie na życie – rodzaj ubezpieczenia, którego przedmiotem jest życie ubezpieczonego. Śmierć osoby ubezpieczonej powoduje obowiązek wypłaty świadczenia przez zakład ubezpieczeń na rzecz uposażonych. Ubezpieczenie to można zawrzeć na określony czas lub dożywotnio. Najczęściej spotyka się ubezpieczenia na czas określony (tzw. terminowe), w przypadku których ochrona ubezpieczeniowa jest udzielona w ściśle określonym czasie, np. na 30 lat – od 28 do 58 roku życia.
Świadczenie zostanie wypłacone, jeżeli w czasie, gdy ubezpieczony był objęty ochroną ubezpieczeniową miał miejsce wypadek ubezpieczeniowy, czyli jego śmierć. Śmierć oznacza również koniec obowiązku opłacania składek.